# Alessandro Savelli
Alessandro Savelli (Crema, 28 maggio 1905 – Napoli, 22 novembre 1930) è stato un calciatore italiano, di ruolo ala.

## Biografia
Morì a Napoli.

## Carriera
Giocò in Divisione Nazionale con il Milan, l'Inter e la Cremonese. Poi passò al Vomero ed infine al Nola in Seconda Divisione.
Debuttò nel calcio con la maglia del Parma, passando la stagione successiva al Milan, dove disputò quattro stagioni. Nella stagione 1926-1927 segnò 9 delle 13 reti realizzate dai lombardi in campionato, passando poi la stagione successiva all'Inter. Dopo una stagione alla Cremonese, si trasferisce in Campania, per giocare prima al Vomero e poi al Nola.